# St. Georg (Meinerdingen)

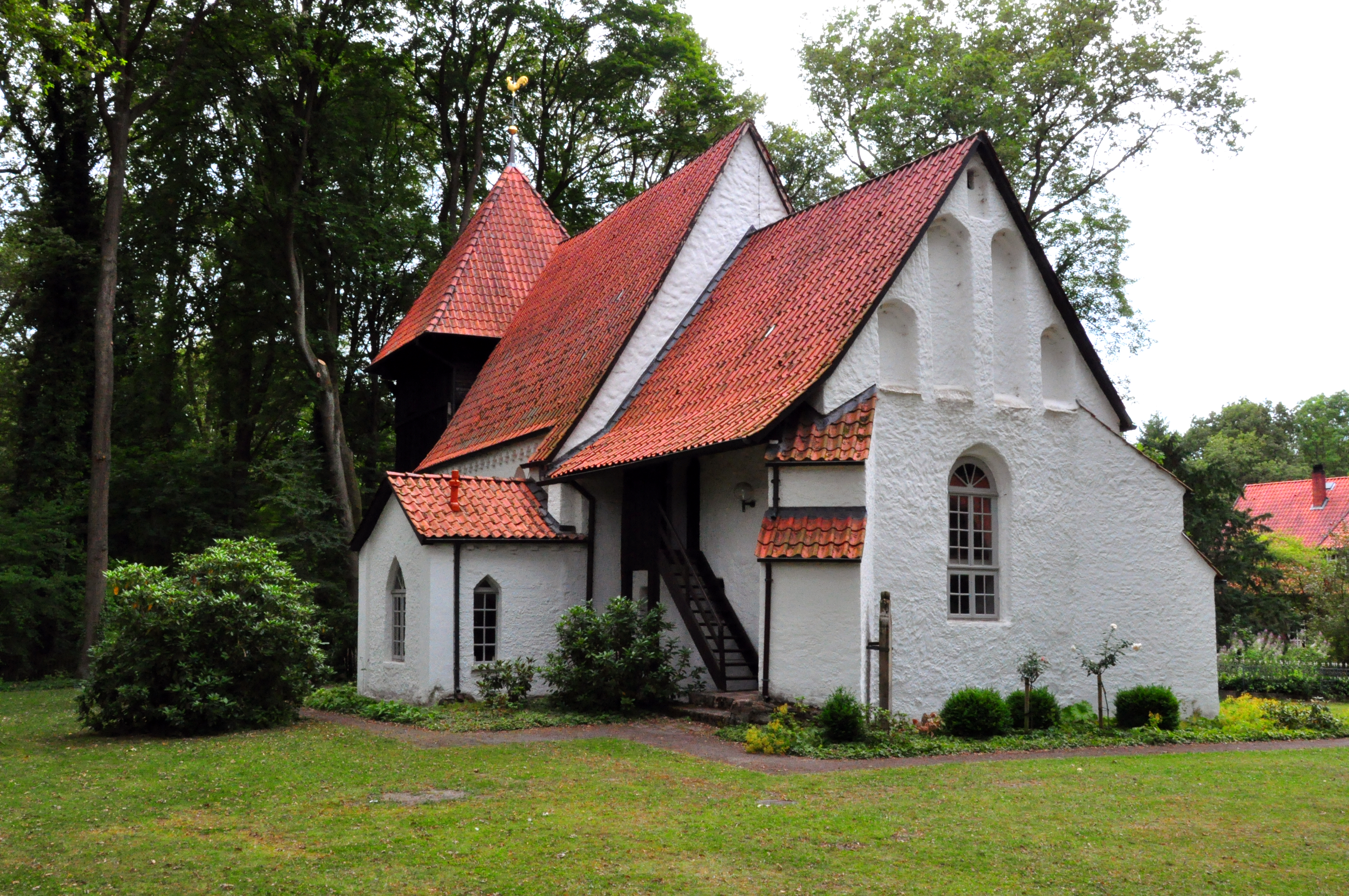
St.-Georg-Kirche

Die evangelisch-lutherische St.-Georg-Kirche steht in Meinerdingen, einer Ortslage des Ortsteils Honerdingen der Stadt Walsrode im Landkreis Heidekreis in Niedersachsen. Die Kirchengemeinde gehört zum Kirchenkreis Walsrode im Sprengel Lüneburg der Evangelisch-lutherischen Landeskirche Hannovers.

## Beschreibung
Die Kirche, deren Grundsteinlegung um das Jahr 1200 war, fand ihre erste urkundliche Erwähnung im Jahr 1269. Sie wurde im 14. Jahrhundert erweitert und erhielt auch ein Gewölbe. Die heutige gotische Saalkirche aus verputzten Bruchsteinen stammt aber aus dem 15. Jahrhundert. Sie hat einen rechteckigen, eingezogenen Chor im Osten, an den nach Süden die Sakristei angebaut ist. Der hölzerne Glockenturm im Westen wird nach dendrochronologischer Untersuchung auf 1383 datiert. Die Kirchenglocke von 1507 musste wegen eines Sprungs 1855 umgegossen werden. Das Kirchenschiff ist mit einem Satteldach bedeckt, ebenso der Chor. Am Kirchenschiff befindet sich nach Norden ein Anbau, der das Vestibül beherbergt. Der Innenraum des Kirchenschiffs ist mit zwei gebusten Kreuzgratgewölben überspannt, der Chor mit einem. 
Die Emporen wurden im 16. Jahrhundert eingebaut, die Prieche im Chor ist später entstanden. Weiter befinden sich in der Kirche ein gotisches Taufbecken und ein barocker Taufengel. Das Altarretabel wurde 1603 und die Kanzel, an deren Brüstung die vier Evangelisten dargestellt sind, wurde 1586 ursprünglich für die Kirche von Kerstlingerode gefertigt. Die Predella zeigt als Relief eine Darstellung des Abendmahls. Das Altarbild wurde im 19. Jahrhundert eingefügt. Das Altarkreuz und die Mensa sind aus dem 20. Jahrhundert. 
Die erste Orgel wurde 1880 von Henrich Vieth gebaut. Sie wurde 2009 durch ein Werk von Feopentow Orgelbau mit elf Registern, einem Manual und einem Pedal ersetzt.